# Gare de Pékin-Est
La gare de Pékin-Est est une gare de Pékin construite en 1938 dans le district de Chaoyang.

## Situation ferroviaire
Établie à 39 mètres d'altitude, la gare de Pékin-Est est située au point kilométrique (PK) 5 de la ligne de Pékin à Harbin, entre les gares de Pékin et de Shuangqiao (zh).

## Service des voyageurs

### Intermodalité

Quais voyageurs de la gare
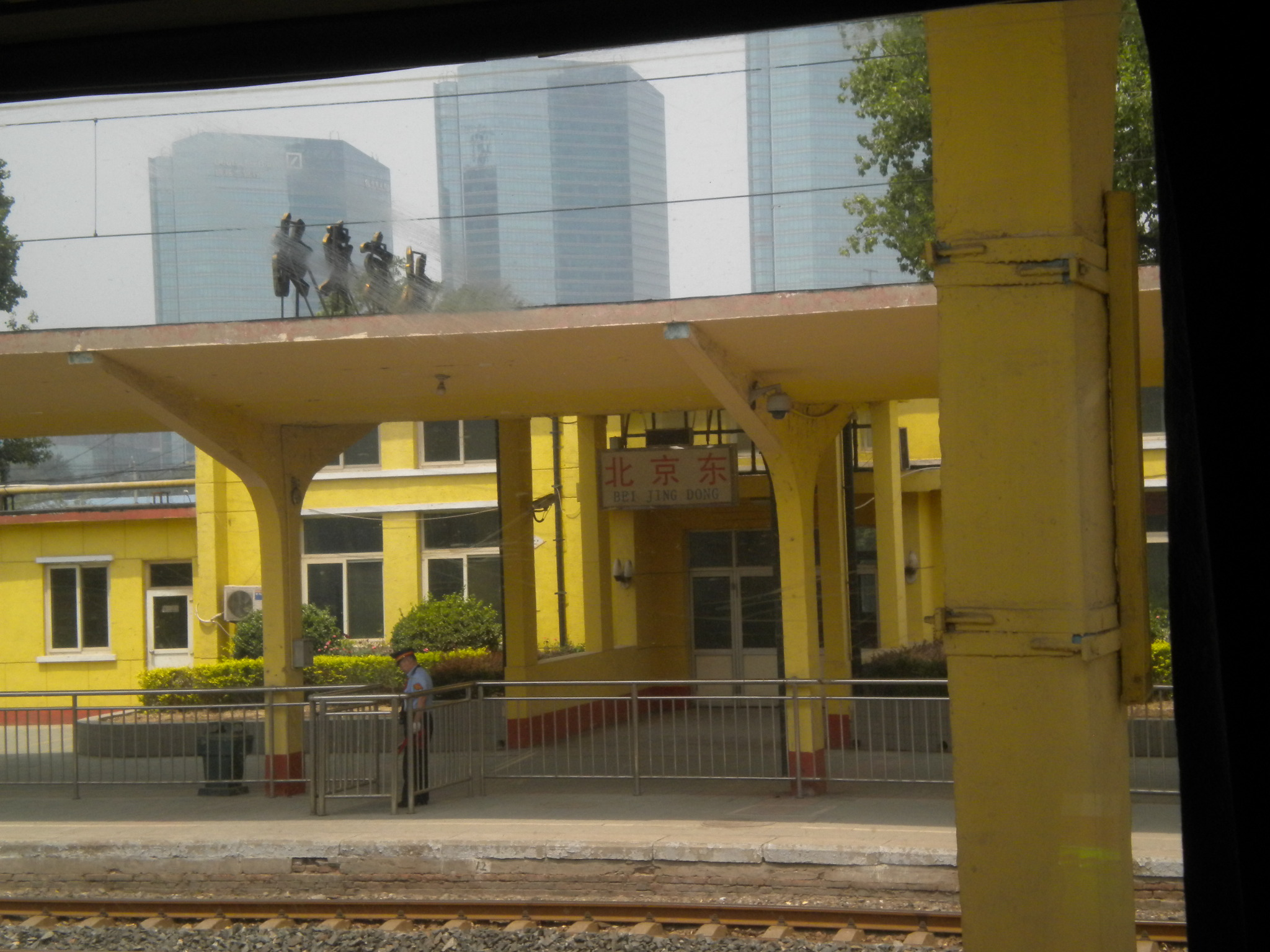
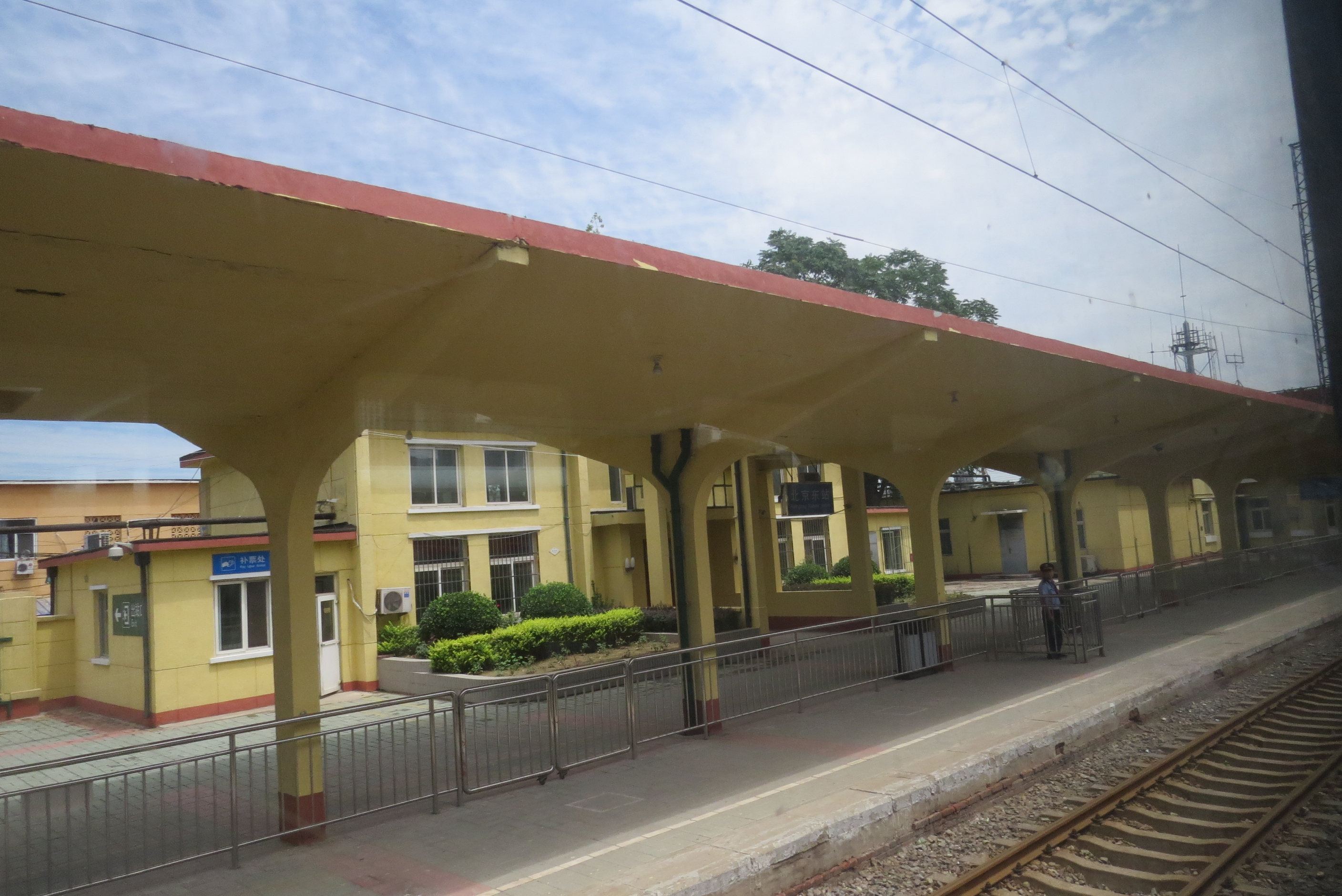